# 松本夕紀
松本 夕紀（まつもと ゆうき、1985年4月30日 - ）は、日本の女性声優。フリー。神奈川県出身。

## 人物
2017年4月までアクロス エンタテインメントに所属していた。
趣味・特技は剣道初段。

## 出演作品

### テレビアニメ
- TARI TARI（2012年、峰先生）
- 翠星のガルガンティア（2013年、船員3）
- 凪のあすから（2013年、店員B）
- ウィッチクラフトワークス（2014年、担任、生徒、女子3）
- 白銀の意思 アルジェヴォルン（2014年、女性キャスター）
- selector spread WIXOSS（2014年、メイク）
- ノブナガ・ザ・フール（2014年、竜の声B）
- 四月は君の嘘（2015年、観客）

### OVA
- 翠星のガルガンティア
- 四月は君の嘘（2015年、アナウンス）※コミックス第11巻DVD付き限定版

### 劇場アニメ
- 黒の栖-クロノス-（志村市子）

### ゲーム
- 幻獣姫（ガルーダ）

### 吹き替え
- 屋根部屋のプリンス（エイミー、ベッキー）
- Halo 4 ： Forward Unto Dawn（オルリン）

### ドラマCD
- タイプムーンフェス 特典ドラマCD（スタッフA、観客5、コマドリ6.10）

### ナレーション
- BS日テレ
  - 「セレブ通信　ELLE Pick UP」
- 千葉テレビ
  - 「ワン･マレーシア」

### ラジオCM
- バイク王

### DVD
- 誰のためのTPP?－自由貿易のワナ－